# Etizolam
Etizolamul este un medicament de tip tieno-diazepină (un analog de benzodiazepină), fiind utilizat în unele state în tratamentul anxietății asociate cu depresie și insomnie. Poate fi utilizat doar pentru insomnie. Prezintă efecte anxiolitice, sedative, hipnotice, miorelaxante și anticonvulsivante. Calea de administrare disponibilă este cea orală.
Molecula a fost patentată în 1972 și a fost aprobată pentru uz medical în anul 1983.

## Farmacologie
Ca toate benzodiazepinele, etizolamul acționează ca modulator alosteric pozitiv al receptorului de tip A pentru acidul gama-aminobutiric (R GABAA), reducând activitatea cerebrală.